# Ipeľský Sokolec
Ipeľský Sokolec (hongrois : Ipolyszakállos) est un village de Slovaquie situé dans la région de Nitra.

## Histoire
Première mention écrite du village en 1386.
La localité fut annexée par la Hongrie après le premier arbitrage de Vienne le 2 novembre 1938. En 1938, on comptait 1 220 habitants dont 11 d'origine juive. Elle faisait partie du district de Šahy (hongrois : Ipolysági járás). Le nom de la localité avant la Seconde Guerre mondiale était Sakáloš/Szakállos. Durant la période 1938 - 1945, le nom hongrois Ipolyszakállos était d'usage. À la libération, la commune a été réintégrée dans la Tchécoslovaquie reconstituée.

## Démographie

### Évolution de la population
| Année:               | 1994. | 2004.   | 2014.   | 2024.   |
| -------------------- | ----- | ------- | ------- | ------- |
| Nombre de personnes: | 916   | 864     | 852     | 817     |
| Différence:          |       | -5,67 % | -1,38 % | -4,10 % |

| Année:               | 2023. | 2024.   |
| -------------------- | ----- | ------- |
| Nombre de personnes: | 816   | 817     |
| Différence:          |       | +0,12 % |